# Combretum relictum
Combretum relictum är en tvåhjärtbladig växtart som beskrevs av Hutchinson och Dalziel. Combretum relictum ingår i släktet Combretum och familjen Combretaceae. Inga underarter finns listade i Catalogue of Life.